# Šmartinsko jezero
Šmartínsko jezero je s površino 1,07 km² med največjimi umetnimi jezeri (zadrževalniki) v Sloveniji. Leži severno od Celja na poti proti Vojniku in je nastalo z zajezitvijo potoka Koprivnice, ki se pred celjskim naseljem Otok zlije v Savinjo, še prej pa jo napojita desna pritoka Sušnica in Ložnica, ter levi pritok Lahovški potok v naselju Spodnja Dobrova. 
Koprivnica izvira v severozahodni smeri proti Dobrni in se spoji z jezerom v naselju Loče, kakor se tudi imenuje 16 m visoka nasuta zemeljska pregrada, zgrajena leta 1970. Z zajezitvijo so rešili stalno nevarnost poplavljanja reke Savinje za mesto Celje, poleg tega pa bi radi rešili tudi naraščajoče probleme oskrbe z vodo.
Jezero je dobilo ime po kraju Šmartno v Rožni dolini.
Jezero je pribljubljena izletniška točka. Ob jezeru je majhna čolnarna, ki poseduje dve jezerski ladji, s katerimi se lahko obiskovalci jezera tudi popeljejo. Pozimi jezero večinoma zamrzne in se na njem na lastno odgovornost obiskovalci drsajo ali tekajo na smučeh. Na jezeru je razvito ribištvo. Poleti Plavalna zveza Slovenije organizira tudi tekmovanja v plavanju v sklopu triatlona.
Nekaj časa so organizirali tudi skoke v vodo s smučmi, saj sta na južnem delu proti Celju od leta 1997 nameščeni dve majhni skakalni napravi za ta namen, edini v državi. Tu lahko poleti vadijo akrobatski smučarji in deskarji. Podoben objekt naj bi zgradili tudi na Adi Ciganliji na Savi pri Beogradu.